# Fumetsuka
Fumetsuka (不滅華?, Fumetsuka) è un best of della band visual kei Raphael, pubblicato nel 2001 dalla For Life Music Entertainment.

## Tracce
Dopo il titolo è indicata fra parentesi "()" la grafia originale del titolo.
1. eternal wish ~Todokanu kimi he~ (eternal wish 〜届かぬ君へ〜?) - 5:23 (Kazuki Watanabe - Yuki Sakurai)
2. promise (promise?) - 4:18 (Kazuki Watanabe)
3. Fumetsuka (不滅花?) - 4:44 (Kazuki Watanabe)
4. lost graduation (lost graduation?) - 6:09 (Kazuki Watanabe)
5. Yume yori suteki na (夢より素敵な?) - 4:42 (Kazuki Watanabe)
6. Shōjō 3.XXX shō (症状3.XXX症?) - 6:30 (Kazuki Watanabe)
7. Hanasaku inochi aru kagiri (花咲く命ある限り?) - 5:28 (Kazuki Watanabe - Kazuki Watanabe, Yuki Sakurai)
8. Sayokyoku ~Hisō~ (小夜曲〜悲愴〜?) - 3:36 (Kazuki Watanabe)
9. Ginyūshi no namida (吟遊詩の涙?) - 5:05 (Kazuki Watanabe)
10. Teenage ~Sotsugyō~ (Teenage〜卒業〜?) - 4:33 (Kazuki Watanabe - Kazuki Watanabe, Yuki Sakurai)
11. Evergreen (Evergreen?) - 5:42 (Kazuki Watanabe)
12. Akikaze no Rhapsody (秋風の狂詩曲?)[1] - 4:46 (Kazuki Watanabe)
13. Touch (タッチ?) - 3:04 (Kanchinfa - Hiroaki Serizawa)

## Formazione
- YUKI (YUKI?): voce
- Kazuki (華月?): chitarra
- YUKITO (YUKITO?): basso
- HIRO (HIRO?): batteria